# کای ایدی
کای ایدی (انگلیسی: Kai Eide؛ زادهٔ ۲۸ فوریهٔ ۱۹۴۹) دیپلمات و سیاستمدار اهل نروژ است. او در سرپسبرک نروژ متولد شد. کای در ۷ مارس ۲۰۰۸ به‌عنوان نماینده ویژه سازمان ملل در افغانستان و همچین به عنوان رئیس یوناما منصوب شد. وی در این پست تا مارس ۲۰۱۰ که استفان دی میستورا به جای وی آمد انجام وظیفه کرد. ایدی پیش از این در ۲۰۰۵ نماینده ویژه دبیرکل سارمان ملل متحد در کوزوو بود که منجر به آغاز مذاکرات شد و در نهایت در ۲۰۰۸ به اعلامیه مناقشه برانگیز اعلان استقلال کوزوو انجامید. ایدی همچنین از ۱۹۹۷ تا ۱۹۹۸ نماینده ویژه دبیرکل در بوسنی و هرزگوین را برعهده داشت.
او از سال ۱۹۷۵ عضو سرویس خارجی نروژ بوده است. ایدی از ۲۰۰۲ تا ۲۰۰۶ سفیر نروژ در سازمان پیمان آتلانتیک شمالی (ناتو) و از ۱۹۹۸ تا ۲۰۰۲ در (سازمان امنیت و همکاری اروپا) (OSCE) در اروپا بود. او همچنین به عنوان مشاور ویژه در امور بالکان در وزارت امور خارجه نروژ خدمت کرد و به عنوان سفیر نروژ در کنفرانس بین‌المللی یوگسلاوی سابق منصوب شد.
او در حالی که امروز عضو حزب کارگر نروژ است، در حوزه سیاست ملی در حزب محافظه‌کار (نروژ) فعال بوده است. وی در کابینه سیسه (۱۹۸۹–۱۹۹۰) به عنوان وزیر امور خارجه (استانداردی) در دفتر نخست‌وزیر منصوب شد. او بعداً به عنوان معاون نماینده در پارلمان نروژ (استورتینگه) ازآکرهوس در دوره ۱۹۹۳–۱۹۹۷ خدمت کرد.

## تحصیلات
ایدی مدرک حقوق دارد و در ۱۹۷۵ از دانشگاه اسلو فارغ‌التحصیل شد و در آنجا به تحصیل در رشته علوم سیاسی، حقوق بین‌الملل، فرانسه و ادبیات پرداخت.

## اخراج پیتر گالبریت
معاون نماینده ویژه سازمان ملل متحد در افغانستان، پیتر گالبریت، زیردست ایدی، توسط بان کی‌مون، دبیرکل سازمان ملل متحد پس از اینکه او از یوناما خواست اقداماتی را برای جلوگیری از تقلب در انتخابات ریاست جمهوری افغانستان در سال ۲۰۰۹انجام دهد، برکنار شد. و مطابق با مأموریت خود برای حمایت از انتخابات «آزاد، عادلانه و شفاف» پس از وقوع تقلب اقدام کند. گالبریت پس از اطلاع از برکناری خود، نامه‌ای به بان کی مون نوشت و در آن ایدی را در کمک‌رسانی و پنهان کردن تقلب در انتخابات و حمایت از حامد کرزی متهم کرد.
در ۱۱ دسامبر ۲۰۰۹ کای ایدی اعلام کرد که در ماه مارس از سمت خود کناره‌گیری می‌کند. او گفت که استعفا نمی‌دهد، بلکه صرفاً به تعهدی که در ماه مارس ۲۰۰۸ در قبال خانواده‌اش داده بود عمل می‌کند که فقط دو سال را در کابل بگذراند (استفان دی میستورا)، دیپلمات سوئدی-ایتالیایی که پیش از این ریاست هیئت سازمان ملل در بغداد را بر عهده داشت، به عنوان جانشین وی منصوب کرد.
ایدی پیشنهاد انتصاب یک نماینده ارشد غیرنظامی را برای هماهنگی تلاش‌های امدادی توسط نیروهای تحت رهبری ایالات متحده آمریکا در افغانستان ارائه کرد. او همچنین از رهبری سازمان ملل خواست تا به جانشین خود اجازه دهد تا کارکنان بیشتری را از ایالات متحده و دیگر کشورهای غربی استخدام کند، و گفت که این امر باعث افزایش اعتماد آنها به مصرف صحیح پول خواهد شد.
پیتر گالبرایث، در مصاحبه با فارین پالیسی، معتقد است که ایدی آنطور که ادعا می‌کرد داوطلبانه استعفا نداد، بلکه به زور از سمت خود کنار رفت: «مشکل کای این بود که او به روابط خود با حامد کرزی بیش از هر چیز، از جمله داشتن انتخابات صادقانه، اهمیت می‌داد…» از نحوه برگزاری انتخابات و پیامدهای مهندسی آن که به برکناری من منجر شد، ایدی بسیار بی‌اعتبار شد. او گلوی خود را برید." گالبریت پیش‌بینی کرد که دی میستورا دیپلمات سوئدی جایگزین ایدی خواهد شد.
اندکی پس از این اظهار نظر گالبریت، کای ایدی، گالبریت را متهم کرد که پیشنهاد کرده است تا کاخ سفید را در طرحی برای وادار کردن حامد کرزی، رئیس‌جمهور افغانستان به استعفا، و در نهایت نصب یک چهره غرب دوست‌تر به عنوان رئیس‌جمهور، مانند وزیر دارایی پیشین اشرف غنی به کار گمارد. علی احمد جلالی وزیر کشور سابق به گالبریت توضیح داد که او صرفاً در تلاش برای رسیدگی به یک بحران قانون اساسی است که با مانور کرزی برای ماندن در قدرت یک سال بعد از پایان دوره ریاست‌جمهوری‌اش به وجود آمد.
از آنجایی که دوره ریاست جمهوری کرزی در ۲۱ مه ۲۰۰۹به پایان رسیده بود، یک سال کامل پس از پایان دوره ریاست جمهوری‌اش در شرایطی که می‌توانست باعث ناآرامی و حتی جنگ داخلی شود، به‌طور غیرقانونی بر سر کار می‌ماند.
با این وجود، ایدی گفت که به گالبریت گفته است که این طرح «غیرقانونی» و «بدترین نوع مداخله» است ودر صورت پیگیری، نه تنها واکنش شدید بین‌المللی را برمی‌انگیزد، بلکه باعث شورش مدنی نیز می‌شود. تلاش کرزی برای تمدید غیرقانونی دوره ریاست جمهوری خود. در خلال این گفتگو بود که گالبریت پیشنهاد مرخصی به ایالات متحده را داد و ایدی پذیرفت. متحدان، تأیید کردند که این موضوع هرگز با آنها مطرح نشده است.